# Lê Thanh Hải (chính khách)
Lê Thanh Hải (sinh 1950) là một chính khách Việt Nam. Ông là cựu Ủy viên Bộ Chính trị khóa X, XI, cựu Bí thư Thành ủy Thành phố Hồ Chí Minh, cựu Chủ tịch Ủy ban nhân dân Thành phố Hồ Chí Minh, Đại biểu Quốc hội Việt Nam khóa XIII. Ông có bằng Cao cấp lí luận chính trị, Cử nhân Kinh tế, Cử nhân Văn chương.

## Thân thế và Sự nghiệp
Ông sinh ngày 20 tháng 2 năm 1950, tại Tam Hiệp, Châu Thành, Mỹ Tho (nay là Tiền Giang).
Năm 1966, ông lên Sài Gòn làm thợ hàn và tham gia vào Đội võ trang tuyên truyền thuộc Khu Đoàn Sài Gòn Gia Định với bí danh Hai Nhựt.
Ngày 17 tháng 4 năm 1968, ông được kết nạp vào Đảng Cộng sản Việt Nam, chính thức ngày 17 tháng 1 năm 1969.
Từ năm 1968 đến tháng 4 năm 1975, ông là Phó Bí thư Đoàn ủy Liên phường, Ủy viên Ban Chấp hành Thành Đoàn Sài Gòn – Gia Định, Ủy viên Ban Thường vụ Đảng ủy Học sinh, Phó Văn phòng Thành Đoàn, Phó Ban thường trực Ban Thanh niên Công nhân Thành Đoàn, Ủy viên Ban cán sự quận Phú Tân Sơn.
Từ tháng 5 năm 1975 đến tháng 10 năm 1986 ông là Quận ủy viên quận Tân Bình kiêm Bí thư phường, Chủ tịch phường, Bí thư Quận Đoàn; Ủy viên Ban Thường vụ Thành Đoàn kiêm Trưởng ban Công nghiệp Thành Đoàn; Phó Bí thư Đảng ủy Cấp trên cơ sở kiêm Chỉ huy trưởng Lực lượng Thanh niên Xung phong Thành phố Hồ Chí Minh.
Tháng 10 năm 1986 ông là Ủy viên Ban Chấp hành Đảng bộ Thành phố Khóa IV, Phó Chủ nhiệm Ủy ban Kế hoạch Thành phố, Ủy viên Ban Chấp hành Liên đoàn Lao động Thành phố Hồ Chí Minh.
Tháng 1 năm 1990 đến tháng 12 năm 2000 ông là Ủy viên Ban Chấp hành Đảng bộ Thành phố Khóa V, Bí thư Quận ủy Quận 5, Đại biểu Hội đồng nhân dân Thành phố Khóa V, Ủy viên Ủy ban nhân dân Thành phố, Ủy viên Ban Thường vụ Ban Chấp hành Đảng bộ Thành phố Khóa VI, Phó Chủ tịch thường trực Ủy ban nhân dân Thành phố kiêm Trưởng ban Chỉ đạo Chương trình Xóa đói giảm nghèo của thành phố.
Ngày 18 tháng 5 năm 2001, ông được Hội đồng nhân dân Thành phố Hồ Chí Minh khóa 6 bầu làm Chủ tịch Ủy ban nhân dân Thành phố Hồ Chí Minh trong kì họp bất thường với 78/85 đại biểu có mặt. Trước đó, ông Võ Viết Thanh, Chủ tịch UBND TPHCM đã xin từ nhiệm và đã được Hội đồng nhân dân TPHCM chấp thuận. Ngay sau khi đắc cử, ngoài hai Phó Chủ tịch cũ là Nguyễn Thiện Nhân và Vũ Hùng Việt, Lê Thanh Hải giới thiệu thêm ba đại biểu vào chức danh Phó Chủ tịch UBND TPHCM gồm Mai Quốc Bình, Huỳnh Thị Nhân (Giám đốc Sở Tài chính – Vật giá), và Nguyễn Thành Tài (Chánh văn phòng UBND TPHCM) và ba người này cũng được phê chuẩn.
Từ ngày 18 tháng 5 năm 2001 đến ngày 12 tháng 7 năm 2006, ông giữ các chức vụ Ủy viên Ban Chấp hành Trung ương Đảng, Ủy viên Ban Thường vụ Thành ủy, Phó Bí thư Thành ủy, Đại biểu Hội đồng nhân dân Thành phố Khóa VI, Chủ tịch Ủy ban nhân dân Thành phố Hồ Chí Minh.
Tháng 4 năm 2006, tại Đại hội Đảng Cộng sản Việt Nam toàn quốc lần thứ X, ông được bầu vào Bộ Chính trị Ban Chấp hành Trung ương Đảng.
Ngày 28 tháng 6 năm 2006, sau khi Bí thư Thành ủy Thành phố Hồ Chí Minh Nguyễn Minh Triết được bầu làm Chủ tịch nước, Tổng Bí thư Nông Đức Mạnh ký Quyết định phân công ông Lê Thanh Hải, Ủy viên Bộ Chính trị, Phó Bí thư Thành ủy, Chủ tịch UBND TP.HCM giữ chức Bí thư Thành ủy nhiệm kỳ 2005-2010. Ông tái đắc cử chức vụ này nhiệm kỳ 2010-2015. Ngoài ra, ông từng là Đại biểu Quốc hội Việt Nam khóa XIII, Đảng ủy viên Đảng ủy Quân khu 7, Bí thư Đảng ủy Bộ Tư lệnh TP. HCM.

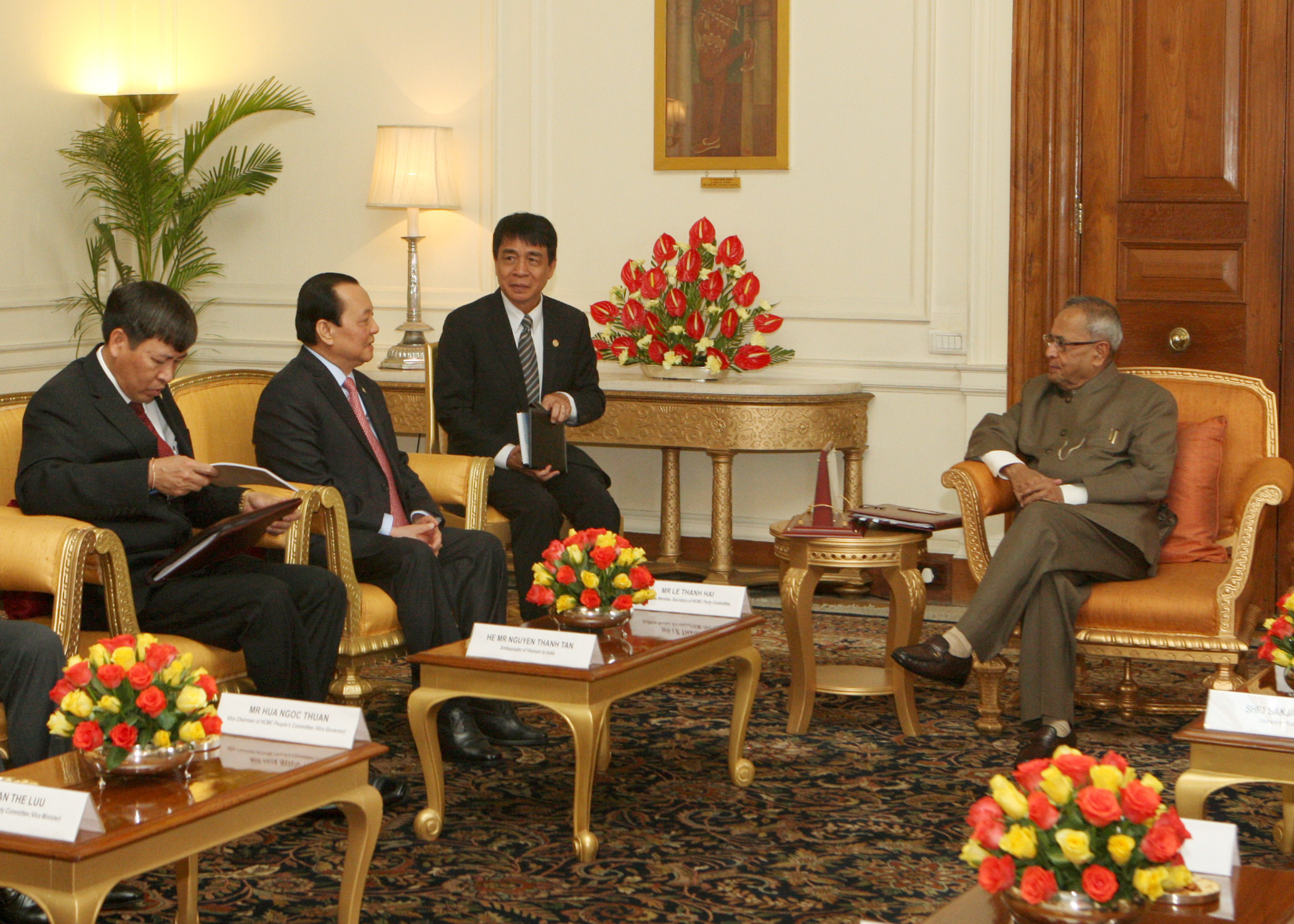
Lê Thanh Hải (thứ 2 từ trái sang) hội kiến Tổng thống Ấn Độ Pranab Mukherjee, năm 2013

Tháng 10 năm 2015, Đại hội đại biểu Đảng bộ Thành phố Hồ Chí Minh lần thứ 10 bầu khuyết chức vụ Bí thư Thành ủy. Ông được Bộ Chính trị phân công chỉ đạo Thành ủy. Tại Đại hội XII Đảng Cộng sản Việt Nam ông không tái cử Ban Chấp hành Trung ương Đảng, vì vậy cũng kết thúc nhiệm kỳ tại Bộ Chính trị, thôi giữ chức Bí thư Thành ủy Thành phố Hồ Chí Minh. Kế nhiệm ông trong chức vụ này là ông Đinh La Thăng (Đã bị kỷ luật khai trừ ra khỏi Đảng).
Ông đã được tặng thưởng Huân chương Quyết thắng hạng Nhất, Huân chương Kháng chiến hạng Ba, Huân chương Lao động hạng Ba, Huy chương Vì thế hệ Trẻ, Huy chương Vì sự nghiệp Xây dựng tổ chức Công đoàn, Huy chương Vì sự nghiệp Lao động – Thương binh và Xã hội, Huy chương Vì sức khỏe nhân dân, Kỷ niệm chương Cựu chiến binh Việt Nam.

## Gia đình
Hiện nay, ông cư trú tại 48A đường Trương Định, Phường 7 Quận 3, TP.HCM. Vợ ông là Phó Giáo sư, Tiến sĩ, Nhà giáo ưu tú Trương Thị Hiền, Chủ tịch Hội Nữ trí thức TP.HCM, nguyên Giám đốc Học viện Cán bộ TP. HCM, nguyên Phó Chủ tịch Ủy ban nhân dân Quận 2. Trương Thị Hiền là em út của bà Trương Mỹ Hoa, nguyên Phó Chủ tịch nước Việt Nam.
Con trai đầu là Lê Trương Hải Hiếu (sinh 1981), Ủy viên Ban Chấp hành Đảng bộ TP Hồ Chí Minh, Phó Bí thư Quận uỷ, Chủ tịch Ủy ban nhân dân Quận 12, Đại biểu Hội đồng nhân dân Thành phố khóa VIII nhiệm kỳ 2011-2016 bị kỷ luật khiển trách tại hội nghị Thành ủy TP.HCM ngày 17/4/2018 vì "có quan hệ tình cảm với một phụ nữ và có con chung nhưng chậm báo cáo với tổ chức".
Con trai thứ là Lê Trương Hiền Hòa, hiện là một doanh nhân, Giám đốc một công ty kinh doanh bất động sản.
Em của ông là Lê Tấn Hùng, nguyên là Bí thư đảng ủy, Tổng giám đốc Tổng công ty Nông nghiệp Sài Gòn. Tháng 3 năm 2018, ông bị kỷ luật khiển trách vì liên quan hàng loạt sai phạm ở Tổng công ty Nông nghiệp Sài Gòn (Sagri). Sai phạm của ông Hùng liên quan việc ký khống, chi khống hơn 13 tỉ đồng cho hàng chục cán bộ, người lao động học tập nước ngoài. Ngày 12 tháng 6 năm 2019, ông Hùng bị đình chỉ công tác tổng giám đốc, đến tháng 7 năm 2019 ông bị cơ quan điều tra khởi tố và bắt tạm giam do phạm nhiều sai phạm đặc biệt nghiêm trọng trong thời gian đảm nhiệm chức vụ Tổng giám đốc tập đoàn Sagri. Tòa án nhân dân thành phố vào ngày 18/12/2021 tuyên án ông Hùng 25 năm tù (14 năm tù về tội tham ô tài sản, 11 năm tù về tội vi phạm quy định về quản lý, sử dụng tài sản nhà nước gây thất thoát lãng phí).

## Phong tặng
- Huy hiệu 50 tuổi Đảng Cộng sản Việt Nam (được trao ngày 15 tháng 5 năm 2018)[5]

## Kỷ luật
Ngày 8 tháng 1 năm 2020, tại Hà Nội, Ủy ban Kiểm tra Trung ương kết luận, dưới sự chủ trì Chủ nhiệm ủy ban Trần Cẩm Tú: Ban Thường vụ Thành ủy và Ban cán sự Đảng UBND TP.HCM đã vi phạm nguyên tắc tập trung dân chủ và quy chế làm việc, thiếu trách nhiệm, buông lỏng lãnh đạo, chỉ đạo, thiếu kiểm tra, giám sát, để xảy ra nhiều vi phạm, khuyết điểm nghiêm trọng trong quá trình thực hiện dự án đầu tư Khu đô thị mới Thủ Thiêm, gây hậu quả rất nghiêm trọng, làm thiệt hại lớn tiền và tài sản của Nhà nước, ảnh hưởng xấu đến phát triển kinh tế - xã hội và đời sống của một bộ phận nhân dân thành phố, gây bức xúc trong xã hội. Ông Lê Thanh Hải, nguyên Ủy viên Bộ Chính trị, nguyên Bí thư Thành ủy, chịu trách nhiệm chính về những vi phạm, khuyết điểm của Ban Thường vụ Thành ủy, phải bị xem xét kỷ luật.
Ngày 20 tháng 3 năm 2020, Bộ Chính trị quyết định thi hành kỷ luật ông Lê Thanh Hải bằng hình thức cách chức Bí thư Thành ủy TP.HCM nhiệm kỳ 2010-2015 vì đã vi phạm nguyên tắc tập trung dân chủ và Quy chế làm việc của Thành ủy; thiếu trách nhiệm, buông lỏng lãnh đạo, chỉ đạo, quản lý, thiếu kiểm tra, giám sát, để xảy ra nhiều vi phạm, khuyết điểm kéo dài trong quá trình thực hiện Dự án đầu tư Khu đô thị mới Thủ Thiêm, ảnh hưởng xấu đến uy tín của Đảng bộ và chính quyền Thành phố, gây bức xúc trong xã hội, đến mức phải xem xét, thi hành kỷ luật.
Tại Hội nghị lần thứ 9 ngày 16 tháng 5 năm 2024, Ban Chấp hành Trung ương Đảng khoá XIII quyết định thi hành kỷ luật cách tất cả các chức vụ trong Đảng đối với ông Lê Thanh Hải, nguyên Ủy viên Bộ Chính trị, nguyên Bí thư Thành ủy, Bí thư Ban cán sự đảng, Chủ tịch UBND TP.HCM do đã vi phạm nguyên tắc tập trung dân chủ, quy định của Đảng, pháp luật của Nhà nước, Quy định những điều đảng viên không được làm và trách nhiệm nêu gương, Quy chế làm việc. Thiếu trách nhiệm, buông lỏng lãnh đạo, chỉ đạo, để xảy ra nhiều vi phạm, khuyết điểm tại Đảng bộ, chính quyền Thành phố, gây hậu quả rất nghiêm trọng, nguy cơ thiệt hại, thất thoát, lãng phí rất lớn tiền, tài sản của Nhà nước; để xảy ra nhiều vụ án hình sự, trong đó có vụ án rất nghiêm trọng, nhiều cán bộ, đảng viên vi phạm pháp luật, bị kỷ luật, xử lý hình sự, gây dư luận xấu, bức xúc, ảnh hưởng rất xấu đến uy tín của tổ chức đảng và chính quyền Thành phố.
Ngày 12 tháng 08 năm 2025, Thủ tướng Chính phủ ban hành Quyết định số 1720, 1721/QĐ-TTg về việc thi hành kỷ luật đối với ông Lê Thanh Hải bằng hình thức Xóa tư cách chức vụ Chủ tịch Ủy ban nhân dân Thành phố Hồ Chí Minh và các chức vụ khác đối với ông Lê Thanh Hải do đã có những vi phạm, khuyết điểm trong công tác và Ban Chấp hành Trung ương đã thi hành kỷ luật về Đảng; thời gian thi hành kỷ luật kể từ ngày công bố Quyết định số 1261-QĐNS/TW ngày 21-5-2024 của Ban Chấp hành Trung ương.